# Guido De Santi
Guido De Santi (Trieste, 16 maggio 1923 – Trieste, 30 ottobre 1998) è stato un ciclista su strada italiano.
Fu professionista tra il 1946 e il 1957, vincendo due tappe al Giro d'Italia, un Giro di Germania e una Tre Valli Varesine.

## Carriera
Passista veloce, passò professionista nel 1946 con la Wilier Triestina e nelle stagioni seguenti corse anche per l'Atala, la Benotto, la Bottecchia, la Leo-Chlorodont e la Ignis, guadagnandosi il soprannome di "Fuggitivo pazzo". Le principali vittorie da professionista furono due tappe al Giro d'Italia nelle edizioni 1949 e 1951, la Milano-Modena 1949, la classifica generale del Giro di Germania 1951 e la Tre Valli Varesine nello stesso anno. Nel 1951 fu anche azzurro ai mondiali di Varese, mentre nel 1953 indossò per tre giorni la maglia rosa al Giro d'Italia.
Concluse la carriera nel 1957, con quindici successi all'attivo inclusi i criterium. Si è spento nel 1998 all'età di 75 anni. Nel 2009 un tratto della salita "Ezio De Marchi", nel rione triestino di Servola, proprio di fronte alla sua abitazione, è stato intitolato "Belvedere Guido De Santi".

## Palmarès
- 1949 (Atala-Pirelli, due vittorie)

3ª tappa Giro d'Italia (Villa San Giovanni > Cosenza)
Milano-Modena
- 1951 (Benotto, cinque vittorie)

2ª tappa, 1ª semitappa Roma-Napoli-Roma (Caserta > Salerno)
4ª tappa Giro d'Italia (Genova > Firenze)
10ª tappa, 1ª semitappa Giro di Germania (Bad Reichenhall > Obersalzberg, cronometro, con la Patria-WKC)
Classifica generale Giro di Germania (con la Patria-WKC)
Tre Valli Varesine
- 1953 (Benotto, una vittoria)

1ª tappa, 1ª semitappa Roma-Napoli-Roma (Roma > Terni)
- 1954 (Bottecchia, una vittoria)

1ª tappa, 1ª semitappa Roma-Napoli-Roma (Roma > Terni)

### Altri successi
- 1949 (Atala-Pirelli)

Circuito di Rieti
- 1950 (Atala-Pirelli)

Circuito di Serravalle Sesia
- 1951 (Benotto)

Circuito di Lanciano
- 1953 (Benotto)

Circuito di Hulm
Circuito di Schwenningen
- 1956 (Ignis)

Circuito di Muggia

## Piazzamenti

### Grandi Giri
- Giro d'Italia

1947: 37º
1948: 31º
1949: 42º
1950: 50º
1951: 65º
1952: 70º
1953: 8º
1954: 56º
1956: 19º
- Tour de France

1948: squalificato (4ª tappa)
1949: 55º
1950: squalificato (3ª tappa)

### Classiche monumento
- Milano-Sanremo

1947: 11º
1948: 65º
1949: 12º
1950: 67º
1951: 27º
1952: 101º
1954: 67º
- Parigi-Roubaix

1952: 46º
1955: 66º
- Liegi-Bastogne-Liegi

1954: 11º
- Giro di Lombardia

1946: 31º
1947: 37º
1948: 19º
1950: 71º
1952: 44º

### Competizioni mondiali
- Campionati del mondo

Varese 1951 - In linea Professionisti: 23º